# Konyhai személyzet

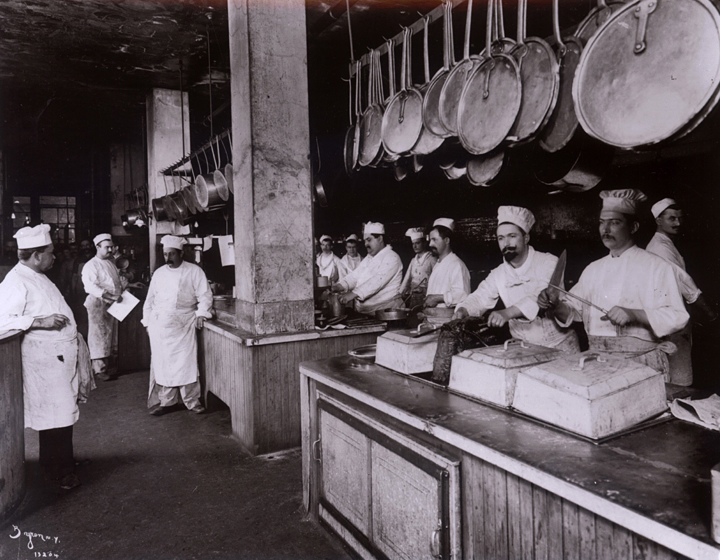
Konyhai személyzet, 1902

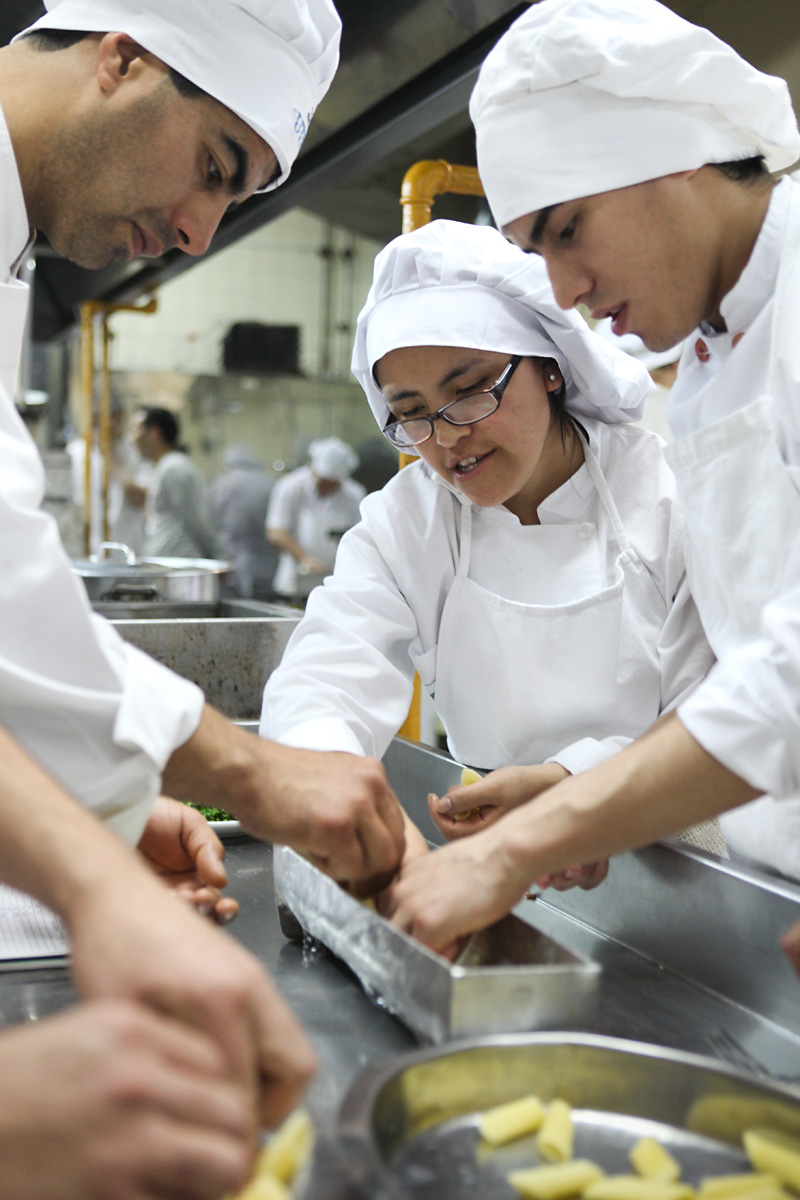
Konyhai személyzet munka közben

A konyhai személyzet (franciául brigade de cuisine) a vendéglátóipari konyhákban munkafeladatot ellátó alkalmazottak. Ezeknél a személyeknél konyhai hierarchia van. A ranglétra alján tanulók és a kisegítők állnak, a csúcsán pedig a konyhafőnök, séf; (chef).

## Munkafelosztás területek szerint
- Gardemanger (hidegkonyhai szakács)
  - Confiseur (desszertszakács)
  - Glacier (fagylaltkészítő)
  - Pâtissier (konyhai cukrász)
  - Boulanger (konyhai pék)
  - Kaltmamsell
- Hors d'œuvrier (előételszakács)
- Entremetier (köretkészítő)
  - Légumier (zöldségszakács)
    - Trancheur (zöldségszeletelő)

  - Potager (levesszakács)
  - Cocottier (tojásszakács)
  - Friturier (fritőzszakács)
  - Tourier (tésztafőző szakács)
- Saucier (szószkészítő)
  - Rôtisseur (sültkészítő)
  - Brocheur (rántott ételek előkészítője)
  - Grillardin (grillszakács)
  - Poissonnier (halszakács)
  - Fournier (sült ételeket készítő szakács)
- Boucher (hentes)
- Annonceur – ételdekoratőr
- Régimier – diétás ételek szakácsa
- Speciális területek
  - Chef de nuit (éjszakai szakács)
  - Communard od. Cuisinier du Personnel (személyzeti szakács: a személyzetnek főz)
  - Tournant (beugró szakács, helyettes)

## Konyhai hierarchia
- (Directeur de cuisine) konyhavezető (nagy szállodákban)
- Chef (de cuisine) – a konyhafőnök, gyakran Maître de Cuisine néven is emlegetik
- Souschef – helyettes
- Executive Souschef – elsőszámú helyettes
- Junior Souschef (fiatal kezdő kisfőnök)
- Chef de Partie – csoportvezető egy adott konyhai részlegen
- Demi Chef de Partie – műszakvezető, felelős
- Commis de Cuisine – kezdő szakács

Konyhamérettől függően további hierarchia akad
Többi dolgozó:
- Apprentis (tanulók)
- Aide de cuisine (konyhai kisegítő)
- Stagiaires (idénymunkások / gyakornokok)
- Plongeur / Casserolier (mosogatók)

## Fordítás
- Ez a szócikk részben vagy egészben  a   Küchenpersonal című német Wikipédia-szócikk fordításán alapul.  Az eredeti cikk szerkesztőit annak laptörténete sorolja fel. Ez a jelzés csupán a megfogalmazás eredetét és a szerzői jogokat jelzi, nem szolgál a cikkben szereplő információk forrásmegjelöléseként.